# Erreà
Die Erreà Sport S.p.A. [ˌɛrəˈa] ist ein italienischer Hersteller von technischer Sportbekleidung mit Sitz in San Polo di Torrile in der Provinz Parma. Das 1988 von der Familie Gandolfi, Es ist in mehr als 80 Ländern vertreten und kann auf über 500 Sponsoringverträge in verschiedenen Disziplinen – vom Fußball über Volleyball bis hin zum Freizeitsektor – verweisen. 

## Produkte
Neben der Hauptlinie Erreà, die eine breite Palette von Produkten für Sportarten wie Fußball, Volleyball, Basketball, Rugby, Schwimmen und Laufen umfasst, bietet das Unternehmen mit der Linie 3D Wear auch technische Sportunterwäsche und mit der Linie Erreà Republic lässige Freizeitkleidung, die Funktionalität, Komfort und Stil für jeden Bedarf vereint.

## Zertifizierungen
Erreà war 2007 das erste europäische Unternehmen im Bereich der Teambekleidung, das die Zertifizierung nach Oeko-Tex Standard für seine Produkte erhielt. Diese Zertifizierung verlangt extrem strenge Grenzwerte in Bezug auf gesundheitsschädlichen Substanzen. Unsere Stärke liegt darin, dass wir die Hersteller sind und daher die Produktionskette autonom verwalten können, von der Wahl der Garns bis hin zur Entwicklung der Produkte und zu ihrer Endverpackung. So konnte das Unternehmen die Zertifizierung ISO 9001:2015 erlangen. 

## Gewebe
Erreà hat schon immer die Verwendung von qualitativ besonders hochwertigen Sportgeweben und die Orientierung an den neuesten Trends in der Branche in den Mittelpunkt seiner Tätigkeiten gestellt. 2008 führte das Unternehmen Ti Energy ein, ein innovatives Gewebe, das mit Nanotechnologie hergestellt wird, um maßgeschneiderte Spieltrikots herzustellen. Im Jahr 2020 wurde Ti Energy zu Ti Energy 3.0 weiterentwickelt, einem revolutionären Gewebe mit antiviralen und antibakteriellen Eigenschaften, das den Athleten mehr Sicherheit bietet. 2011 wurde nach jahrelanger Forschung und Entwicklung der erste Prototyp des Active Tense Trikots geboren, eine Linie, die 2012 ihr offizielles Debüt feierte und von Profi- und Amateursportlern in verschiedenen Disziplinen verwendet wird, von Fußball bis Kanu, von Bogenschießen bis Baseball. Im Jahr 2024 macht Erreà einen großen Schritt auf seinem Weg zur Nachhaltigkeit und präsentiert zwei neue innovative Gewebe: Future, das für den Fußball bestimmt ist, und Sensibility, das für den Volleyballsport entwickelt wurde. Eine nach der Norm ISO 14067 zertifizierte Analyse zeigt, dass das Gewebe Future im Vergleich zu herkömmlichen Materialien 25,4 % weniger CO₂-Emissionen verursacht, während Sensibility im Vergleich zu einem Standardtrikot eine Emissionsreduzierung von etwa 23 %aufweist. 

## Sponsorverträge
Fußball
Kurz nach der Gründung im Jahr 1988 hat Erreà sofort mit einem prestigeträchtigen Sponsoring in der Welt des Fußballs debütiert: Genoa Calcio, eine historische Partnerschaft, die bis zur Saison 2008/2009 andauerte. In den folgenden Jahren konnte das Unternehmen seine Position auf dem italienischen Markt festigen und betrat 1995 dank der Zusammenarbeit mit dem Middlesbrough FC die internationale Bühne, wodurch die Expansion auf dem europäischen Markt eingeleitet wurde. In Italien hat Erreà neben den Rot-Blauen von Genoa Calcio auch prominente Vereine wie den FC Modena, den FC Bologna, Cagliari, Hellas Verona und den FC Parma eingekleidet. Im Ausland hat es neben Middlesbrough mit Mannschaften wie Burnley FC, Norwich City FC, Heart of Midlothian FC, Inverness Caledonian Thistle Football Club, Brighton & Hove Albion zusammengearbeitet und die isländische Fußballnationalmannschaft bei zwei denkwürdigen Veranstaltungen gesponsert: Euro 2016 und die Fußballweltmeisterschaft 2018. Derzeit ist Erreà Ausrüster mehrerer Mannschaften der Serie B wie Cesena FC, AS Cittadella, Sudtirol FC und AS Bari sowie von Vereinen der Serie C wie Catania, Virtus Verona, Pineto Calcio und der Lega Serie C; US Città di Pontedera. Im Ausland kleidet es unter anderem namhafte Clubs wie den FC Luzern, den FC Lugano, QPR, Millwall, den wiedererstarkten Middlesbrough FC, Sheffield United FC und ADO Den Haag ein. Seit 2022 ist Erreà technischer Partner der UEFA für das Kit Assistance Scheme und beliefert die Nationalmannschaften kleinerer Staaten wie Andorra, Weißrussland, Zypern, Färöer-Inseln, Liechtenstein, Luxemburg, Malta, San Marino, Kosovo und Kasachstan mit maßgeschneiderter Spiel- und Trainingskleidung. Diese Initiative garantiert den Senior- und U21-Mannschaften der Mitgliedsverbände technische Unterstützung und eine Förderung des Images.
Volleyball
Im Jahr 2010 hat Erreà sein Logo beim Internationalen Volleyballverband FIVB registriert und hinterlegt, womit die Weichen für eine bedeutende Entwicklung in der Welt des internationalen Volleyballs gestellt wurden. Seitdem hat das Unternehmen die Männer- und Frauen-Nationalmannschaften zahlreicher Länder eingekleidet und ist seit 2017 offizieller technischer Sponsor der italienischen Volleyball-Nationalmannschaften sowie der Sitzvolleyball-Nationalmannschaften, der Schiedsrichter und der Nachwuchsspieler von Club Italia. Mit dem Gewinn der olympischen Goldmedaille für die Frauenmannschaft bei den Olympischen Spielen in Paris im Jahr 2024 wurde ein historischer Meilenstein erzielt. In der italienischen Serie A1 der Männer unterstützt Erreà derzeit renommierte Vereine wie Trentino Volley und Powervolley Milano, während es bei den Frauen Chieri '76, Savino Del Bene Scandicci und Megabox Vallefoglia sponsert. In Frankreich ist Erreà nicht nur technischer Partner der beiden Volleyballverbände – die Herrenmannschaft ist amtierender Olympiasieger –, sondern unterstützt auch zahlreiche Vereine der ersten Liga, darunter Saint-Nazaire, Tours Volley, Montpellier HSC, Chaumont Volley-Ball 52, Tourcoing Lille Métropole, AS Cannes Volleyball, Pays d'Aix Venelles und TFOC Volleyball.
Basketball
Erreà ist nicht nur Sponsor der Lega Basket Serie A (LBA), sondern darüber hinaus auch fest in der italienischen Basketballszene verwurzelt. In der Serie A1 der Männer unterstützt es renommierte Vereine wie Reyer Venezia, Derthona Basket (einschließlich der Frauenmannschaft beider Vereine), Treviso Basket, Pallacanestro Varese, Basket Brescia Leonessa und Vanoli Basket Cremona. Das Engagement von Erreà erstreckt sich auch auf die Meisterschaften der Serien A2 und B, wodurch seine Rolle als Bezugspunkt im italienischen Basketball gestärkt wird. 
Andere Sportarten
In der Welt des ovalen Balls reicht das Unternehmen von der Pro 14 bis zu den unteren Ligen: Seit 2017 ist es der technische Sponsor des italienischen Franchise Benetton Rugby. Im Bogenschießen ist das Unternehmen seit 2018 auch Sponsor von World Archery und ab 2024 von Word Archery Europe sowie des italienischen Bogenschießverbandes (FITARCO), neben jenen von Frankreich, Großbritannien, den Niederlanden, Irland, Schweden, Zypern und Chile. In der Vergangenheit hat Erreà in der Welt des Motorsports mit dem Manor Marussia Formula One Team, dem WTCR World Touring Car Cup, der TCR Italy Touring Car Championship und der World Rally Championship zusammengearbeitet. Außerdem war es Ausstatter der Parma Panthers, der American-Football-Mannschaft von Parma, die zahlreiche Titel gewann.
Fußballnationalmannschaften
- Andorra
- Belarus
- Färöer
- Kasachstan
- Kosovo
- Liechtenstein
- Luxemburg
- Malta
- San Marino
- Zypern

Basketball
- Bayer Giants Leverkusen
- Dragons Rhöndorf
- Wörthersee Piraten
- Leuven Bears
- Isländische Basketballnationalmannschaft
- Ukrainische Basketballnationalmannschaft

Volleyball
- ASV Dachau
- Berlin Recycling Volleys
- Berlin Brandenburger SC
- TSV Bayer 04 Leverkusen
- VC Offenburg
- Powervolley Mailand
- Trentino Volley
- UVC Graz
- Erzbergmadln
- VC Raiffeisen Dornbirn
- Italienische Volleyballnationalmannschaft (Herren/Damen)
- Französische Volleyballnationalmannschaft (Herren/Damen)
- Bulgarische Volleyballnationalmannschaft (Herren/Damen)
- Slowakische Volleyballnationalmannschaft (Herren/Damen)
- Englische Volleyballnationalmannschaft (Herren/Damen)
- Österreichische Volleyballnationalmannschaft (Herren/Damen)
- Kroatische Volleyballnationalmannschaft (Herren/Damen)
- Nordmazedonische Volleyballnationalmannschaft (Herren/Damen)
- Tunesische Volleyballnationalmannschaft (Herren/Damen)
- Australische Volleyballnationalmannschaft (Herren/Damen)
- Dominikanische Volleyballnationalmannschaft (Herren)
- Puerto-ricanische Volleyballnationalmannschaft (Herren/Damen)
- Mexikanische Volleyballnationalmannschaft (Herren/Damen)
- Venezolanische Volleyballnationalmannschaft (Herren/Damen)